# Lerici (5550)
Il Lerici è stato un cacciamine della Marina Militare italiana, prima unità dell'omonima classe Lerici.
La nave è dotata di 4 eliche. La strumentazione a bordo prevede un sistema di navigazione e tracciamento, un ecogoniometro cacciamine ed un sistema per la distruzione delle mine. La nave possiede uno scafo amagnetico.
Il 24 settembre 2015 il Lerici e il gemello Sapri hanno effettuato la cerimonia dell'"Ultimo ammaina bandiera" che ha decretato il disarmo delle due unità dal Naviglio Militare dello Stato.